# Adriai-tenger
Az Adriai-tenger, gyakran csak Adria (horvátul: Jadransko more, olaszul: Mare Adriatico) a Földközi-tenger része, annak az Appennin- és a Balkán-félszigetek által határolt öble, egyben legészakibb nyúlványa. A medence teljes hossza 820 kilométer, átlagos szélessége 160 kilométer. Délen a 71 kilométer széles Otrantói-szorossal kapcsolódik a Jón-tengerhez. Felszíne 132 000 négyzetkilométer.
Az Adriai-tenger az ókori Hét tenger egyike.

## Nevének etimológiája
A tengert a római korban eredetileg Mare Superumnak hívták latin nyelven. Később Adria (Hadria) városáról kezdték Mare (H)Adriaticum-nak nevezni. Ez a név azonban Hérodotosz és Euripidész korában és műveiben még csak a tenger északi részét jelölte, fokozatosan azonban a jelentése kiterjedt az egész tengerrészre.
Maga az Adria szó, az etruszkok által alapított – és akkor még a tengerparton fekvő – gyarmatváros neve az illír nyelvű adur szóból ered, ami vizet vagy tengert jelent.

## Földrajza

### Országok és települések
Az Adriai-tenger partján az alábbi országok és azok nagyobb települései fekszenek:
| Ország              | Partvonal hossza (km) | Település                                         |
| ------------------- | --------------------- | ------------------------------------------------- |
| Olaszország         | 1249                  | Trieszt, Velence, Ancona, Pescara, Bari, Brindisi |
| Horvátország        | 1778                  | Fiume, Split, Dubrovnik, Ploče                    |
| Montenegró          | 249                   | Kotor, Bar                                        |
| Albánia             | 396                   | Durrës, Vlora                                     |
| Szlovénia           | 47                    | Koper                                             |
| Bosznia-Hercegovina | 26                    | Neum                                              |

### Legnagyobb öblei
- Északon: Velencei-öböl, Trieszti-öböl, Kvarner-öböl, Fiumei-öböl
- Délen: Kotori-öböl, Drin-öböl, Manfredóniai-öböl

### Legnagyobb félszigetei
Gargano-félsziget, Isztriai-félsziget, Pelješac-félsziget

### Nagyobb szigetei
A horvát-tengerpart mentén közel 1200 szirt és sziget található. A Dinári-hegységből süllyedékkel leszakadó szigetek nagy része mészkőből áll.
- Kvarner-öböl szigetei: Krk (410 km²), Cres (404 km²), Pag (285 km²), Rab (93,6 km²), Lošinj (74,37 km²)
- Észak-Dalmát-szigetek: Dugi Otok (124 km²), Pašman (60 km²), Kornati-szigeteket 125 kopár és általában lakatlan sziget alkotja.
- Dél-Dalmát-szigetek: Brač (394 km²), Hvar (300 km²), Korčula (276 km²), Mljet-sziget (100 km²), Vis (60 km²), Lastovo

## Geológiai szerkezete
Az Adriai-tenger a mediterrán medence része. Északi és középső része fiatal, transzgressziós eredetű tenger, azaz a tengernek a szárazföld szélére történt behatolásával keletkezett. Ez a medenceterület az elmúlt másfél millió évben karsztos szárazulat volt. A déli medence egy kora harmadidőszaki, a Tethys-óceán bezáródása során keletkezett ingressziós (töréses szerkezetű) süllyedék.
A jégkorszak legutóbbi szakasza, a mintegy 160 000 éve kezdődött és 14 000 éve véget ért Würm-glaciális után elkezdődött erős felmelegedés miatt a világtenger vízszintje mindössze 6000 év alatt 120 métert emelkedett. Az eusztatikus transzgresszió következményeként az adriai medence területét ekkor öntötte el a viszonylag gyorsan előrenyomuló tenger. A horvát partszakaszon található víz alatti barlangokat és üregeket még a szárazföldön történt karsztosodás alakította ki a tengerelöntést megelőző időszakban. A parttal párhuzamosan futó Dinári-hegység meredek lejtői a tengerig ereszkednek, ezért, mint a tengerparttal párhuzamosan futó hegylánccal határolt partvidéket, „konkordáns” típusú partnak nevezzük. A kelet-adriai partvidéket számtalan sziget és fjordszerű öböl tarkítja. A hirtelen mélyülő sziklás partokon erősen érvényesül a vízmozgás okozta erózió. A horvát partvidék tipikus abráziós partszakasz. Ezzel szemben az olasz partvidéket alacsony és monoton síksági térrészek – „neutrális partvidék” – jellemzik. A parti öv sekély, aljzatát laza, finom üledék borítja.

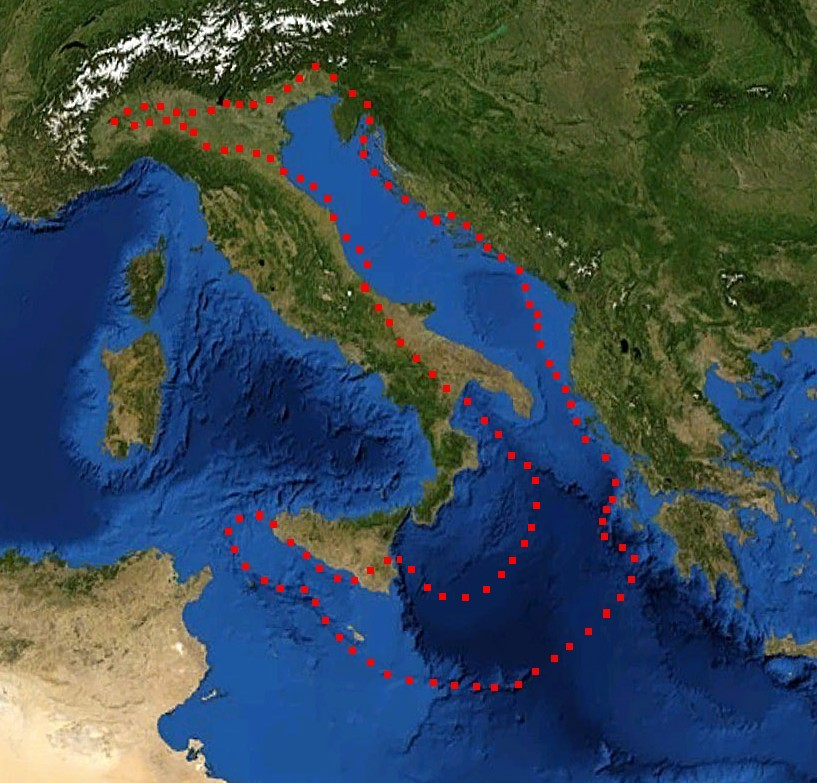
Az Adriai-tenger topográfiai térképe

A medenceterület kettős szerkezete miatt a tenger bathymetrikus jellemzői, mélység-viszonyai jelentős eltérést mutatnak az északi-középső és a déli területek között, bár tulajdonképpen az Adriai-tenger egészét epikontinentális sekélytengernek, más szóval peremtengernek minősíthetjük.
Az északi rész erősen feltöltődött medenceterület, amelyben a Pó folyó évente több millió tonna szárazföldi eredetű, úgynevezett terrigén üledéket rak le. A feltöltődés intenzitására szemléletes példát nyújt a tenger névadójának, az egykori itáliai kikötő-falucskának, Adriának (horvát nyelven Jadrano) a helyzete. A római időkben még a tengerparton fekvő település korabeli maradványai ma már 36 kilométer távolságra fekszenek a parttól. A feltöltődés mellett az Adria nyugati és keleti partvonalán tapasztalható vízszintváltozásra az is hat, hogy a horvát partszakasz lassan süllyed, az olaszországi partvonal pedig emelkedik.
A feltöltődés miatt az északi medenceterület nagyjából az Ancona-Šibenik vonalig igen sekély, a nyílt tengeren sem haladja meg a 75 métert. Az Isztriai-félsziget és a Velencei-öböl között az átlagos vízmélység mindössze 50 méter. A közép-adriai medencében található árok, horvát nevén, a Jabuckai-árok átlagos vízmélysége már eléri a 200 métert, legmélyebb pontja 266 méter mély.
A déli, ingressziós eredetű részmedence közepén van az Adriai-tenger legmélyebben fekvő része 1230 méterrel. A tengerfenék a mélytengeri síkság déli végén ismét emelkedni kezd. Az Otrantói-szoros mélysége mintegy 800 méter.

## Vize

### Vizének sajátosságai

Az Adriai-tenger mélysége térképen

A hosszan elnyúló tengerrész északi és déli vége között nagy különbségek mutathatók ki a tengervíz sótartalmában. A Pó bő vízének hatására északon a tengervíz felhígul. A torkolat brakkvizének a sótartalma mindössze 25 súlyezrelék. Az északi térség egészében a sótartalom megközelíti az óceáni átlaghoz hasonló 34 súlyezreléket. A dél-adriai medencében viszont a sótartalom már eléri a Földközi-tengerre jellemző szuperhalin, 38 súlyezrelékes értéket.
Az Adria a Földközi-tenger legészakibb melléktengere, így leghűvösebb területe. Februárban a tengervíz hőmérséklete a Velencei-öbölben 7 °C-ig süllyedhet, míg az Otrantói-szoros környékén csak 13 °C-ig. Nyáron csak kisebb különbségek figyelhetők meg: a Rijekai-öböl 24 °C-os, a leghidegebb Velebit-csatorna 22 °C-os, a déli területek vizének átlaghőmérséklete pedig 25 °C-os.
A világtengerektől elzárt Mediterráneumban a dagályhullám átlagos magassága mindössze 60 centiméter, de találhatunk ettől jelentősen eltérő területeket is. Így az Adria északi részén az árapály szintkülönbsége elérheti akár a 110 centimétert, ami vihardagály idején évről évre komoly gondokat okozhat Velence városának.

### Áramlási rendszere
Az Adriai-tengeren az áramlatok gyengébbek, mint a Földközi-tenger két nagymedencéjében. A fő áramlási irány a keleti partnál délkelet-északnyugati, a nyugati partok mentén pedig északnyugat-délkeleti irányú.
A Földközi-tenger keleti részén fontos szerepet játszó Kis-ázsiai-áramlás egyik kevésbé markáns ága gyenge melegáramlatként hatol fel az Adria balkáni partjai mellett. Főleg ennek köszönhető, hogy a dél-adriai térségben télen az átlagnál magasabb a víz hőmérséklete.
Az adriai áramlatok átlagos sebessége 0,5 csomó (egy csomó = 1 tengeri mérföld /NM/ óránként). Erős helyi áramlatok is előfordulnak főleg a horvát part közelében található szűk átjárókban és szorosokban, a Velebit-csatornában, Dubrovnik közelében a Grebeni-szorosban, vagy a Pašmani-csatornában. Sebességük elérheti a 4 csomót is.
A sekély adriai medence áramlási rendszerére erősen hatnak az itt uralkodó szelek, a száraz és hideg, az északi, keleti szárazföld felől fújó bóra, a gyakori, hűvös misztrál, vagy a nyáron délről fülledt időt, erősödő hullámzást és esőt hozó meleg sirokkó (jugó).

## Élővilága
Faunája és flórája hasonló a Földközi-tenger élővilágához, a részben kisebb szalinitás, és a vízhőmérsékleti különbségek miatt kisebb eltérések is kimutathatók.
A sziklás aljazatú balkáni partok kiváló lehetőséget nyújtanak a tengeri élővilág megtelepedéséhez. Az olasz parti öv sekély, és laza finomüledékkel borított aljzata viszont nem biztosít megfelelő feltételeket, ezért ott igen szegényes az élővilág.

### Halak
A porcos halak osztályát (Chondrichtyes) 26 cápa és 6 rájafaj képviseli az Adriai-tengerben. A cápák öregrendjét (Selachimorpha) elsősorban a legnépesebb rendhez, a kékcápa-alakúak rendjéhez (Carcharhiniformes) sorolható családok és nemzetségek reprezentálják. A leggyakoribbak az éjszakai életmódot folytató kispettyes macskacápa (Scyliorhinus canicula), a nagy macskacápa (Scyliorhinus stellaris), a másfél méteres testhosszúságot is elérő csillagos cápa (Mustelus mustelus) vagy a közönséges tüskéscápa (Squalius acanthias).
Ritkán igazi óriások is feltűnhetnek az adriai vizeken. A 8-10 méter hosszú planktonszűrögető óriáscápa (Cetorhinus maximus), nem csak az Adria, hanem a Földközi-tenger legnagyobb halféléje is. Az óriáscápák február-márciusban bukkanhatnak fel a legnagyobb valószínűséggel. A heringcápa-alakúak rendjébe (Lamniformes) tartozó, és ma már igen ritka fehér cápa (Carcharodon carcharias) az 1960-as évekig felvándorolt az Isztriai-félszigetig. Egykor a Kvarner-öböl a negyedik legfontosabb előfordulási helye volt a Földközi-tenger térségében.
A leggyakoribb nagy testű cápa a kecses megjelenésű, nyílt-tengeri életmódot folytató kékcápa (Prionace glauca). Felbukkanása július és szeptember között a legvalószínűbb, a partoktól távol. Ugyancsak a nagy szardíniarajokat követik alkalmanként a heringcápák (Lamna nasus), amelyeket gyakran összetévesztenek a nagy fehércápával. Május és augusztus között, elsősorban a dél-adriai nyílt vizeken fordul elő egy-egy sebes úszású röviduszonyú makócápa (Isurus oxyrinchus).
A rájaszerűek (Batoidea) öregrendjében a rájaalakúak (Rajiformes) közül különösen gyakori az éjszakai életmódot folytató, a parti sekély vizeket kedvelő kistestű márványos zsibbasztó rája (Torpedo marmorata). A közepesen mély vizek lágy üledékes aljzatát kedvelik a tüskésrájafélék. Jellemzően a 20 méternél mélyebb vizek sziklás, detrituszos (élettelen szeves anyagot tartalmazó) aljzatán fordulhat elő a méteres hosszúságot is elérő foltos rája (Raja montagui).
A csontos halak főosztályának (Osteichtyes) legnagyobb testű képviselője a ma már a kihalás széléig lehalászott kékúszójú tonhal (Thunnus thynnus), amely – ha megéri az öregkort –, elérheti a három méteres testhosszúságot is. Az adriai nyílt vizek másik ritka csontoshal-óriása a 3-4 méter hosszú közönséges kardhal (Xiphias gladius). Az adriai sziklazátonyok környékének leggyakoribb rajhala a korállszirtihal-félék közé tartozó barna korallsügér vagy baráthal (Chromis chromis). A késő tavasszal és nyár elején a sekély vizek sziklahasadékaiban világító kék „neonok” nem önálló fajok, hanem a barna korallsügérek ivadékai. Szintén nagyon gyakoriak a durbincsfélék, a viszonylag nagyobb kétsávos kecskedurbincsok (Diplodus vulgaris), a hegyesdurbincsok (Puntazzo puntazzo), a feketedurbincsok (Oblada melanura), vagy a parti sziklákra tapadt moszatokat népes rajokban legelésző, aranycsíkos magashátú durbincsok (Sarpa salpa). A homokos aljzaton él az üledéket túró ezüstös durbincs (Lithognathus momyrus). A család legméretesebb, egy méteres hosszúságot is elérhető tagja a tengeri fogas (Dentex dentex). A tengeri angolnaféléket képviseli a két méteres hosszúságot is elérő, éjszaka aktív Conger conger.
A murénaféléket (Murenidae) egyetlen faj képviseli az Adria középső és déli részein, a közönséges muréna (Murena helena). Az ajakoshalfélék családja (Labridae) viszont fajokban gazdag csoport az Adrián. Legnagyobb, gyakori képviselőjük a zöld és kék színekben játszó fekete-tengeri ajakoshal (Symphodus tinca). A legelterjedtebb ajakoshal-féle a szivárványhal (Coris julis), amelynek hímjei ragyogó vörös és zöld csíkot viselnek az oldalukon. A dús tengerifű-mezőkön élnek az adriai tisztogatók, az alig 10 centiméter hosszú feketefarkú ajakoshalak (Symphodus melanocerus), amelyek válogatás nélkül megszabadítják „ügyfeleiket” az élősködőktől. Az adriai hűvös mélyvizek kedvezőek a tőkehalfélék (Gadidae) számára. Hajóroncsokban is élnek a kis termetű francia tőkehalak (Trisopterus luscus) rajai. A nyílt mélyvizek lakója a hekk (Merluccius merluccius). A félénk villás tőkehalak (Phycis phycis) üregek közelében tartózkodnak. A fűrészfogú sügérfélék (Serranidae) családjának leggyakoribb adriai tagja, az enciánkékes színű hasfoltjáról és fekete sávjairól jól felismerhető betűs sügér (Serranus scriba). Ugyancsak barlangokban és roncsok belsejében élnek az éjszaka aktív, mérgező tüskékkel rendelkező skorpióhalfélék (Scorpaenidae).
A kistestű halak közül a leggyakoribbak a gébfélék (Gobidae) és a nyálkáshalfélék (Blennidae), így a sekély vizeket kedvelő karcsú géb (Gobius geniporus), a vörösszájú géb (Gobius cruentatus), valamint a szarvas nyálkáshal (Parablennius tentacularis), az apró csíkos nyálkáshal (Parablennius gattorugine), és a vörös színű, fekete fejű nagy háromúszójú nyálkáshal (Tripterygion tripteronotus). Nagyon ritkán előfordul a tengerifű-mezők levelei között a csikóhalak közé tartozó pettyes csikóhal (Hippocampus guttulatus) is.

### Madarak
A madarak leggyakoribb képviselői a sirályok. A danka és a sárgalábú sirályok a leggyakoribbak. A gödényféléket a borzas gödény képviseli. Találkozhatunk még barátpapagájokkal és sándorpapagájokkal is.[forrás?]

### Alsóbbrendű élőlények
Az Adria parti szikláin az árapály szintje alatt kiterjedt mezőket alkot a zöldmoszatok családjába (Chlorophyceae) tartozó tengerisaláta (Ulva lactuca). A Földközi-tenger többi részéhez hasonlóan a sekély, szilárd aljzatú vizekben a sziklákat a barnamoszatok osztályához (Phaeophyceae) sorolt pántrópusi, de Tethys-óceán reliktumfajának tekinthető tölcsérmoszat (Padina pavonica) kolóniái borítják el. Nagyon érdekes algaféle egy másik, szintén a sekélyvízi paleotrópusi zöldmoszatokhoz tartozó faj, az egyetlen óriási sejtből álló esernyőmoszat (Acetabularia acetabulum) is. A biogén zátonyépítés fontos szereplője a mészkiválasztó gumós vörösalga (Lithotamnium fruticulosum).
Az Adria növényvilágának fontos részei az önálló élőhelyet alkotó tengerifű-mezők. A szárazföldről a tengerbe visszatelepedett magvas növények közé tartozik a békaszőlőfélék családjához (Potamogetonaceae) tartozó, sűrű és kiterjedt mezőket alkotó neptunfű (Posidonia oceanica), és a neptunfűnél kisebb moszatfű (Cymodocea nodosa), amelyek földközi-tengeri endemikus fajok.

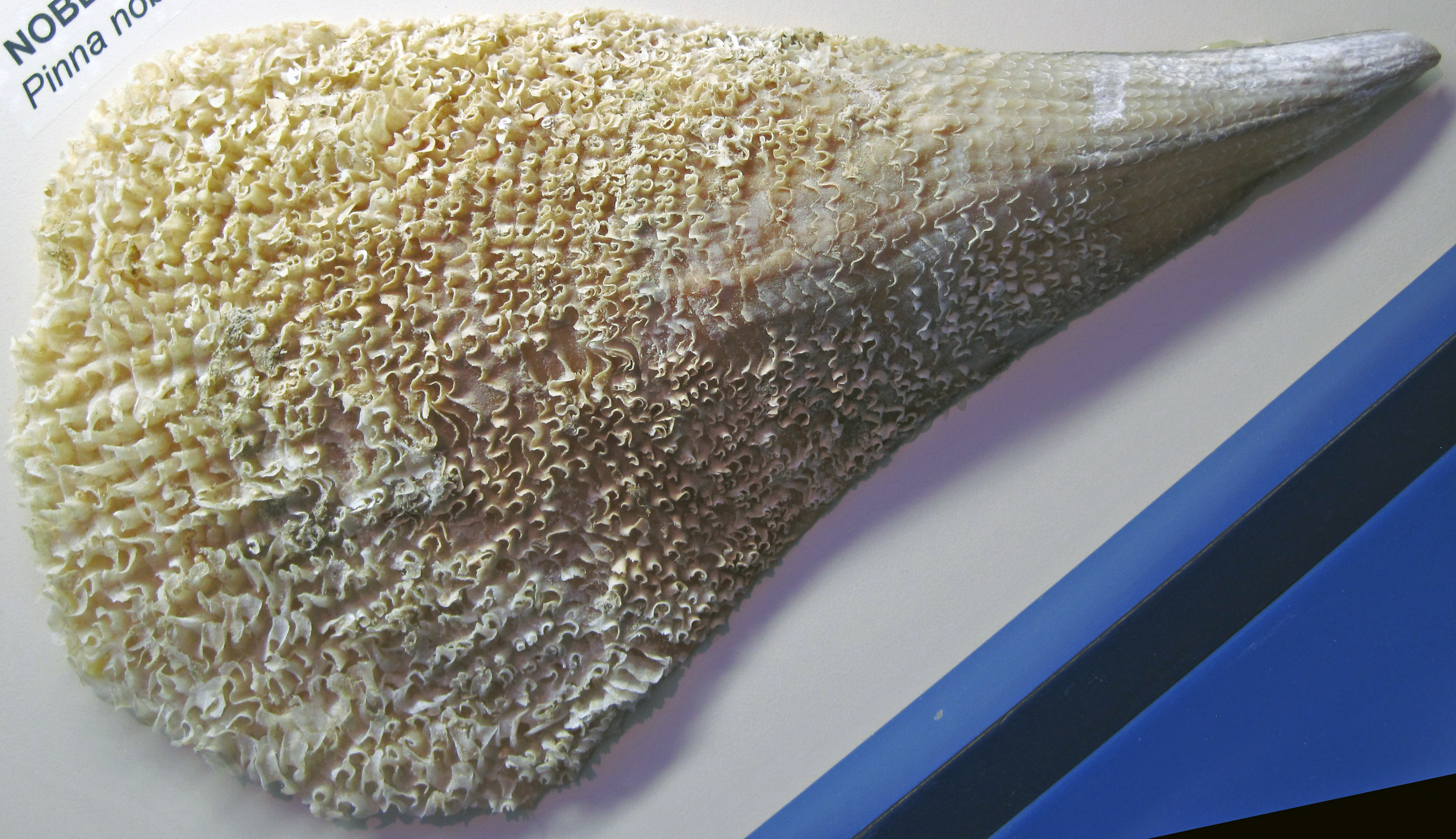
Az Adriai-tenger legnagyobb kagylója a nagy sonkakagyló (Pinna nobilis)

A szivacsok (Porifera) csoportjának képviselői a mosdószivacsok (Spongia officinalis), a víz alatti barlangok mennyezetét beborító fehér rácsállatkák (Clathrina sp.), és az igen gyakori hengerszivacsok (Aplysina aerophoba). A csalánozók (Cnidaria) törzsének legszebb képviselői közé tartoznak a virágállatok (Anthozoa), a fájdalmas csípést okozó viaszrózsa (Anemonia sulcata), a tengeri rózsa (Andresia partenopea), vagy a viszonylag ritka csöves tengeri rózsa (Cerianthus membranicus).
A szarukorallok (Gorgonaria) közé tartoznak a sziklafalakon élő endemikus színeváltó szarukorallok (Paramuricea clavata), illetve a sárga legyezőkorall (Eunicella cavolinii). A tüskésbőrűeket (Echinodermata) közül a gyakori bíborcsillag (Echinaster sepositus) szintén endemikus faj. A puhatestűek (Mollusca) törzsét az igen intelligens, fejlett idegrendszerrel rendelkező közönséges polip (Octopus vulgaris) és a közönséges tintahal (Sepia officinalis) képviseli.
Az Adriai-tenger legnagyobb kagylója a közel egy méteresre is megnövő, és a tengerifű-mezőkön gyakori endemikus nagy sonkakagyló (Pinna nobilis). A legnagyobb adriai csigafajok a ritka csomós tritonkürt-csiga (Charonia nodifera), és a hatalmas méretű hordócsiga (Tonna galea).

## Megjelenése a tudományokban, művészetekben és irodalomban
Számos alkotót ihletett meg a tenger, illetve a tengerparti élet és táj, többek között: Aggházy Gyulát, Czölder Dezsőt. Ott tartózkodása jó hatással volt például Goldmark Károly munkásságára. Kutatásokat végeztek ott például Leidenfrost Gyula, Soós Lajos, Spiridion Brusina. Utazásai tapasztalatairól beszámolt például Herman Ottó és Edward Augustus Freeman is. Ott keresett gyógyulást Xántus János.